# José Torvay
José Yáñez Torvay ( Victoria de Durango, 28 de enero de 1909-Ciudad de México, 26 de septiembre de 1973), mejor conocido simplemente como José Torvay, fue un actor de reparto mexicano dentro de la Época de Oro del cine mexicano, que también realizó películas en Estados Unidos y en Francia.

## Biografía
Participó como actor de reparto, compartiendo la pantalla del cine con multitud de grandes figuras de la Época de Oro del cine mexicano, como en el caso de Dolores del Río en Las abandonadas de 1945 como el vendedor del perro que ella compra para su hijo pequeño. Hizo el papel del maestro Apolonio Sánchez en Enamorada (1946) con Pedro Armendáriz, María Félix y Fernando Fernández. En la película Canasta uruguaya (1951) caracteriza al jugador empedernido de Don Atenógenes con Abel Salazar y Alma Rosa Aguirre. En  Cuatro noches contigo (1952) interpreta a Juan, el hombre familia que viaja en un tren con Luis Aguilar y Elsa Aguirre. 
Realizó en varias películas papeles de policía, detective, inspector o militar; como en las películas La noche avanza (1952) con Pedro Armendáriz y Andrea Palma, La extraña pasajera (1953) con Emilia Guiú y Víctor Manuel Mendoza, La infame (1954) con Libertad Lamarque y en Sonatas (1959) con María Félix y Francisco Rabal. En Por mis pistolas (1968) realiza una participación como médico brujo, compartiendo la pantalla con Cantinflas.
Realizó una gran variedad de personajes que incluían la caracterización de árabe, como Nagil en Los olvidados de Dios (1940), de vendedor árabe en Guardián, el perro salvador (1950) y del Señor Mafud en Con todo el corazón (1951), por mencionar algunos.
Fue un actor conocido en el extranjero, por El tesoro de la Sierra Madre. (1948), My Outlaw Brother, (1951) y The Hitch-Hiker, (1953).

## Filmografía
- 1973 Kid Blue … Old Coyote (como Jose Torvay)
- 1972 Kalimán, el hombre increíble (como Jose Torbay)
- 1970 El quelite
- 1970 Chisum, rey de Oeste … Mexican Blacksmith (sin crédito)
- 1970 Dos mulas para la hermana Sara … Mexican Guerrilla (como Jose Torvay)
- 1969 Butch Ccomosidy … Bolivian Bandit (sin crédito)
- 1969 Duelo en El Dorado … Comisario de Santa Fe
- 1968 Por mis pistolas… Médico Brujo
- 1967 Pedro Páramo … Terencio
- 1966 Los dos rivales
- 1966 El indomable … Terencio (como José Yáñez Torvay)
- 1966 Los cuatro Juanes
- 1965 Viento negro … Nabor Camargo
- 1965 Un hombre peligroso
- 1964 El gallo de oro … Coyote
- 1963 Los reyes del sol … Mayan elder (sin cérdito)
- 1963 Los chacales
- 1962 Pueblito
- 1961 Rosa blanca … Pueblerino
- 1961 Se alquila marido
- 1961 El último atardecer … Rosario (sin crédito)
- 1960 Juan Polainas
- 1960 F.B.I. contra el crimen … Cantinero
- 1959 Sonatas … Sargento segundo
- 1959 Flor de mayo (Topolobampo)
- 1959 Flor de canela
- 1958 La máscara de carne … Don Matías
- 1958 From Hell to Texas … Miguel
- 1956 Noches de Acapulco … Gómez
- 1956 Bandido! … González (como Jose Torvay)
- 1956 Serenade … Mariachi Leader (sin crédito)
- 1955 El pequeño proscrito … Vulture
- 1955 A Life in the Balance … Andrés Martínez (como Jose Torvay)
- 1955 Strange Lady in Town … Bartolo Diaz
- 1954 Green Fire … Manuel (como Jose Torvay)
- 1954 La infame … Inspector Morales
- 1953 El corazón y la espada
- 1953 La extraña pasajera … Negrete, detective de banco
- 1953 The Hitch-Hiker … Captain Alvarado (como Jose Torvay)
- 1952 La alegre casada … Ambrosio
- 1952 My Man and I … Manuel Ramirez (como Jose Torvay)
- 1952 Schlitz Playhouse of Stars (TV Series) ….- Port of Call (1952)
- 1952 Untamed Frontier … Bandera (como Jose Torvay)
- 1952 Ahí viene Martín Corona
- 1952 La noche avanza … Policía
- 1952 One Big Affair … Charcoal Wagon Driver
- 1952 Cuatro noches contigo … Juan, hombre familia tren
- 1951 Con todo el corazón … Señor Mafud
- 1951 Canasta uruguaya … Don Atenógenes
- 1951 El marido de mi novia … Invitado (sin crédito)
- 1951 My Outlaw Brother … Enrique Ortiz (como Jose Torvay)
- 1951 La duquesa del Tepetate … Don Simón
- 1951 Toros bravos … Eladio Gómez
- 1951 El Cristo de mi Cabecera … Sabas
- 1950 Un día de vida … Don Manuel, maestro de escuela
- 1950 Piña madura … Don Pánfilo
- 1950 Del odio nace el amor … Capt. Quiñones (como José I. Torvay)
- 1950 Mi preferida
- 1950 Guardián, el perro salvador… Vendedor árabe
- 1950 Hipólito, el de Santa
- 1950 Tráfico de muerte … Miguel (como Jose Torvay)
- 1949 El baño de Afrodita … Mustafa (sin crédito)
- 1949 Mercado humano … Pocoloco (como Jose Torvay)
- 1949 El charro del Cristo
- 1949 Zorina, la mujer maldita … Sargento Rojas
- 1949 La vorágine
- 1949 Salón México … Policía (sin crédito)
- 1949 Cara sucia
- 1949 La Mancornadora
- 1948 Tía Candela
- 1948 Maclovia … Don Generoso, tendero (sin crédito)
- 1948 Sofia … Warden at Jail
- 1948 Misterio en México … Swigart
- 1948 Enrédate y verás
- 1948 De pecado en pecado
- 1948 Bajo el cielo de Sonora … Timoteo (como José Torbay)
- 1948 Si Adelita se fuera con otro … Cantinero (sin crédito)
- 1948 El tesoro de la Sierra Madre … Pablo (como Jose Torvay)
- 1947 Sucedió en Jalisco … Sargento González (sin crédito)
- 1947 El fugitivo … Mexicano (sin crédito)
- 1947 Extraña cita … Compadre
- 1947 El conquistador
- 1947 Si me han de matar mañana
- 1947 Me persigue una mujer
- 1947 Fantasía ranchera
- 1946 Enamorada … Maestro Apolonio Sánchez
- 1946 Aquí está Juan Colorado … Epifacio (como Jose Torbay)
- 1946 Su última aventura … Hombre robado (sin crédito)
- 1946 El moderno Barba Azul
- 1946 Más allá del amor … Hombre en teatro (sin crédito)
- 1946 Sinfonía de una vida
- 1946 Amor de una vida
- 1946 Rosa del Caribe
- 1945 La selva de fuego … Abdo
- 1945 Caminos de sangre … Esbirro de Ángel (sin crédito)
- 1945 El jagüey de las ruinas
- 1945 Las abandonadas … Vendedor de perro (sin crédito)
- 1945 Bésame mucho … Tío Abenak (como Jose Y. Torvay)
- 1945 Me he de comer esa tuna … El Música
- 1944 Sota, caballo y rey … Tirso's Henchman (sin crédito)
- 1944 Mi lupe y mi caballo
- 1944 Miguel Strogoff … Tártaro (como Jose Torvai)
- 1944 Viejo nido
- 1944 La vida inútil de Pito Pérez… Nacho, paciente
- 1944 María Candelaria (Xochimilco) … Policía (sin crédito)
- 1943 El ametralladora … Cockfighter
- 1943 Resurrección … Carcelero
- 1943 La virgen roja
- 1942 Secreto eterno… Policía (sin crédito)
- 1942 Amanecer ranchero
- 1942 Virgen de medianoche
- 1942 El conde de Montecristo… (sin crédito)
- 1942 ¡Cuando la tierra tembló!... El compadre de ranchero
- 1942 El que tenga un amor
- 1942 Dos mexicanos en Sevilla
- 1941 ¡Ay Jalisco... no te rajes! … Brother
- 1941 Amor chinaco
- 1941 El rápido de las 9.15 … Secuaz de gobernador (como Jose Torbay)
- 1941 Adiós mi chaparrita … Trabajador
- 1941 La vuelta del Charro Negro
- 1941 Ni sangre, ni arena … Comisario (sin crédito)
- 1941 Rancho Alegre
- 1941 El Zorro de Jalisco … Hombre inconforme en cantina (sin crédito)
- 1941 El secreto del sacerdote
- 1940 Amor de mis amores
- 1940 La canción del huérfano … Hampón
- 1940 Los olvidados de Dios … Árabe Nagil
- 1939 Aventurero del mar
- 1939 Rosa de Xochimilco
- 1939 La justicia de Pancho Villa … General Villista
- 1939 El hotel de los chiflados
- 1939 La China Hilaria … Jugador (sin crédito)
- 1939 Los enredos de papá
- 1939 El señor alcalde
- 1939 El indio
- 1938 A lo macho
- 1938 La golondrina … Sr. Ayala (sin crédito)
- 1938 La tierra del mariachi … Hipólito, cantinero (sin crédito)
- 1938 Tierra brava … Metralla
- 1938 Huapango … Autoridad